# Médias en Érythrée
La totalité des médias en Érythrée appartient au gouvernement, un cas unique sur le continent africain.
En 2016, le classement mondial sur la liberté de la presse établi chaque année par Reporters sans frontières situe l'Érythrée au 180e rang sur 180 pays. Elle occupe depuis huit ans la dernière place à ce classement. Depuis plus de vingt ans, l'information n'y a aucun droit de cité. 

## Agence d'informations
L'agence de presse nationale est l'Erina.

## Presse écrite
Le principal journal national est Haddas Ertra, publié en tigrigna, trois fois par semaine. Les autres sont Eritrea Profile, Tirigta et Geled.

## Radios
Dimtsi Hafash est la station radio la plus importante du pays, diffusée dans les neuf langues nationales. Radio Bana est disponible en cinq langues et Radio Zara, uniquement en tigrigna.

## Télévision
Le pays compte deux chaînes de télévisions publiques : Eri-TV et Eri-TV2